# 아마존 활명수
《아마존 활명수》는 2024년 10월 30일에 개봉한 대한민국의 액션 코미디 영화이다.

## 시놉시스
어서 와, 아마존은 처음이지
전 양궁 국가대표 메달리스트였지만 지금은 구조조정 1순위 ‘진봉’(류승룡).
회사에서 준 마지막 기회를 잡기 위해 아마존으로 향한다.
죽을 고비를 넘기고 도착한 아마존.
그곳에서 만난 신이 내린 활 솜씨의 아마존 전사 3인방 ‘시카’, ‘이바’, ‘왈부’!
살 길을 찾았다고 생각한 ‘진봉’은 한국계 볼레도르인 통역사 ‘빵식’(진선규)과 함께
활의 명수 3인방을 데리고 한국으로 향하는데...
이제 ‘진봉’의 부활은 아마존 3인방에 달려있다!

## 제작진

### 감독
- 김창주 : ( 영화 《원》(편집), 영화 《음란서생》(편집), 영화 《여교수의 은밀한 매력》(편집), 영화 《호로비츠를 위하여》(편집), 영화 《플라이 대디》(편집), 영화 《마음이》(편집), 영화 《작은 여자 큰 여자 그 사이에 낀 남자-에피소드2》(편집), 영화 《웅이 이야기》(편집), 영화 《리턴》(편집), 영화 《좋은 밤 되세요》(편집), 영화 《장례식의 멤버》(편집), 영화 《마린 보이》(편집), 영화 《나는 갈매기》(편집), 영화 《천국의 우편배달부》(편집),

### 각본
- 배세영 :

## 출연

### 주연
- 류승룡 : 조진봉[2] 역 - 前 양궁 금매달리스트, 現 볼레도르 양궁 국대대표팀 감독.
- 진선규 : 빵식이 역 - 한국계 볼레도르인 통역사.

### 조연
- 이고르 페드로소 : 시카 역 - 아마존 전사 3인방 중 1명, 카리스마의 명수.
- 루안 브룸 : 이바 역 - 신이 내린 활 솜씨의 아마존 전사 3인방 중 1명, 한국 생활 적응의 명수
- J.B. 올리베이라 : 왈부 역 - 아마존 전사 3인방 중 막내, 감성 충만 공감의 명수.
- 염혜란 : 차수현 역 - 진봉의 아내.
- 고경표 : 최이사 역 - 금광 개발권에 꽂힌 젊은 꼰대
- 전석호 : 박 과장 역 - 진봉의 동료.
- 이순원 : 정환 역
- 정순원 : 양궁 캐스터 역
- 박영규 : 골드만 회장 역

### 특별출연
- 조우진 : 두목 역
- 주현영 : 카굴 통역사 역[3]

## 참고 사항
- 극중에 등장하는 국가인 볼레도르는 실존하지 않는 가상의 나라이다.
- 제목의 활명수는 활을 잘쏘는 활+명수(명장)과 광고를 총해 콜라보한 의약 회사 '부채표'의 의약품 활명수가 합쳐진 중의적인 의미이다.
- 개봉 이후 아마존 3인방 배우들이 어서와 한국은 처음이지?에 출연했다. 류승룡과 진선규가 호스트로 출연했으며, 본 영화 포스터에서도 어서와 한국은 처음이지를 패러디 한 것을 볼 수 있다.

## 배우 관련 여담
- 류승룡과 진선규는 《극한직업》 이후 5년 만에 재회한다.

- 전석호와 염혜란은 《걸캅스》 이후 5년 만에 재회한다.

- 류승룡과 염혜란은 《인생은 아름다워》 이후 2년 만에 재회한다.

- 고경표와 이순원은 《육사오(6/45)》 이후 2년2개월 만에 재회한다.

- 진선규와 전석호는 범죄도시 시리즈에 둘다 악역으로 출연하였다.[4]

- 9월 중순, 부채표 활명수로 유명한 동화약품과의 콜라보레이션 광고가 공개되었다. 모델은 류승룡.

- 진선규는 한 인터뷰에서 극중 뽀글머리는 가발이 아닌 실제 머리였다고 밝혔다. 파마로는 한계가 있어 실핀으로 머리를 마는 등 분장팀에서 꽤 고생을 했다고 털어냈다.

- 진선규의 딸은 지금까지 자신이 본 아빠 영화 중에서 제일 재미있게 봤다고 한다.

- 글렌체크의 노래 ‘60’s CARDIN'이 삽입곡으로 등장한다.

- 영화의 촬영지에 청계천과 독립기념관이 있다. 청계천의 경우는 빵식(진선규)이 개인 브이로그를 찍는 장면에서 촬영되었고, 독립기념관의 경우 양궁 대회 장면에서 촬영되었다.[5] 공교롭게도 2024 파리 올림픽에서 양궁 종목의 경우 앵발리드에서 진행을 했는데, 앵발리드의 성격이 위인 추모시설이고 박물관 역할을 하는 곳이라는 것을 생각하면, 독립기념관과 성격이 유사한 장소이긴 하다.